# Claude de Chalon
Claude de Chalon (1498-31 mai 1521) est une princesse d'Orange, issue de la maison de Chalon-Arlay.

## Biographie
Claude naît en 1498, premier des trois enfants du prince d'Orange Jean IV de Chalon et de Philiberte de Luxembourg (fille du comte Antoine de Luxembourg). Son prénom, Claude, sera aussi donné à son frère puîné (1499). Son père décède le 15 avril 1502 laissant alors la régence à sa femme au nom de leur troisième enfant, Philibert de Chalon, âgé alors d'à peine plus d'une vingtaine de jours, le second étant mort dès 1500.
En 1515, elle épouse le comte Henri III de Nassau-Breda avec qui elle a René de Chalon, le futur prince d'Orange, qui épousera Anne de Lorraine (fille du duc Antoine de Lorraine)
Elle disparait en 1521. Le 15 août 1530, son frère Philibert de Chalon (1502-1530) prince d'Orange, seigneur de Arlay et seigneur de Nozeroy meurt sans enfant à la bataille de Gavinana. Le fils de Claude, René de Chalon lui succède au titre de Prince d'Orange.

## Héraldique

Orange-Chalon (1386-1502) : écartelé de Chalon et d'Orange, sur le tout de Genève.